# Bernát Alexander
Bernát Alexander (n.13 aprilie 1850, Pesta - d. 27 octombrie 1927, Budapesta) a fost un filozof, estetician, scriitor și publicist maghiar.

## Biografia
S-a născut la Budapesta, unde și-a făcut studiile pe care le-a completat în străinătate.
S-a specializat în: matematică, științele naturii și filozofie.
A fost profesor secundar la Budapesta și apoi profesor universitar de matematică în capitala maghiară.
În 1892 devine membru corespondent al Academiei, apoi membru al Societății de Filozofie și profesor la Academia Dramatică.

## Contribuții
A fost adept al filozofiei lui Kant și l-au preocupat estetica și pedagogia.
A scris lucrări în cele trei domenii, care au apărut în periodicele: Neuen Reich, Neue Freie Press, Neues Poster Journal.
A tradus operele lui Kant, Descartes și alții.